# Kobyle (Basses-Carpates)
Kobyle est un village du sud-est de la Pologne situé dans la voïvodie des Basses-Carpates. Il fait partie de la gmina de Frysztak (commune rurale) et du powiat de Strzyżów. La population du village s'élève à 587 habitants en 2011.

## Géographie
| Pułanki  | Cieszyna | Jasowa            |
| Frysztak | Kobyle   |                   |
| Twierdza |          | Łęki Strzyżowskie |

Kobyle se situe à 2,3km de Frysztak, 12,6km de Strzyżów, 15,3km de Jasło, et 20,4km de Krosno.